# Dianthus petraeus
Dianthus petraeus är en nejlikväxtart. Dianthus petraeus ingår i släktet nejlikor, och familjen nejlikväxter.

## Underarter
Arten delas in i följande underarter:
- D. p. orbelicus
- D. p. petraeus

## Bildgalleri

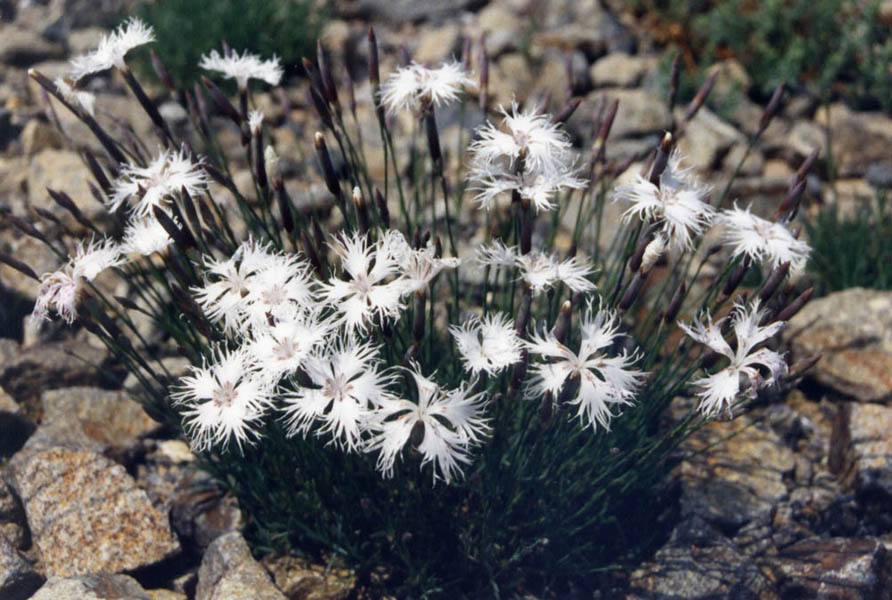
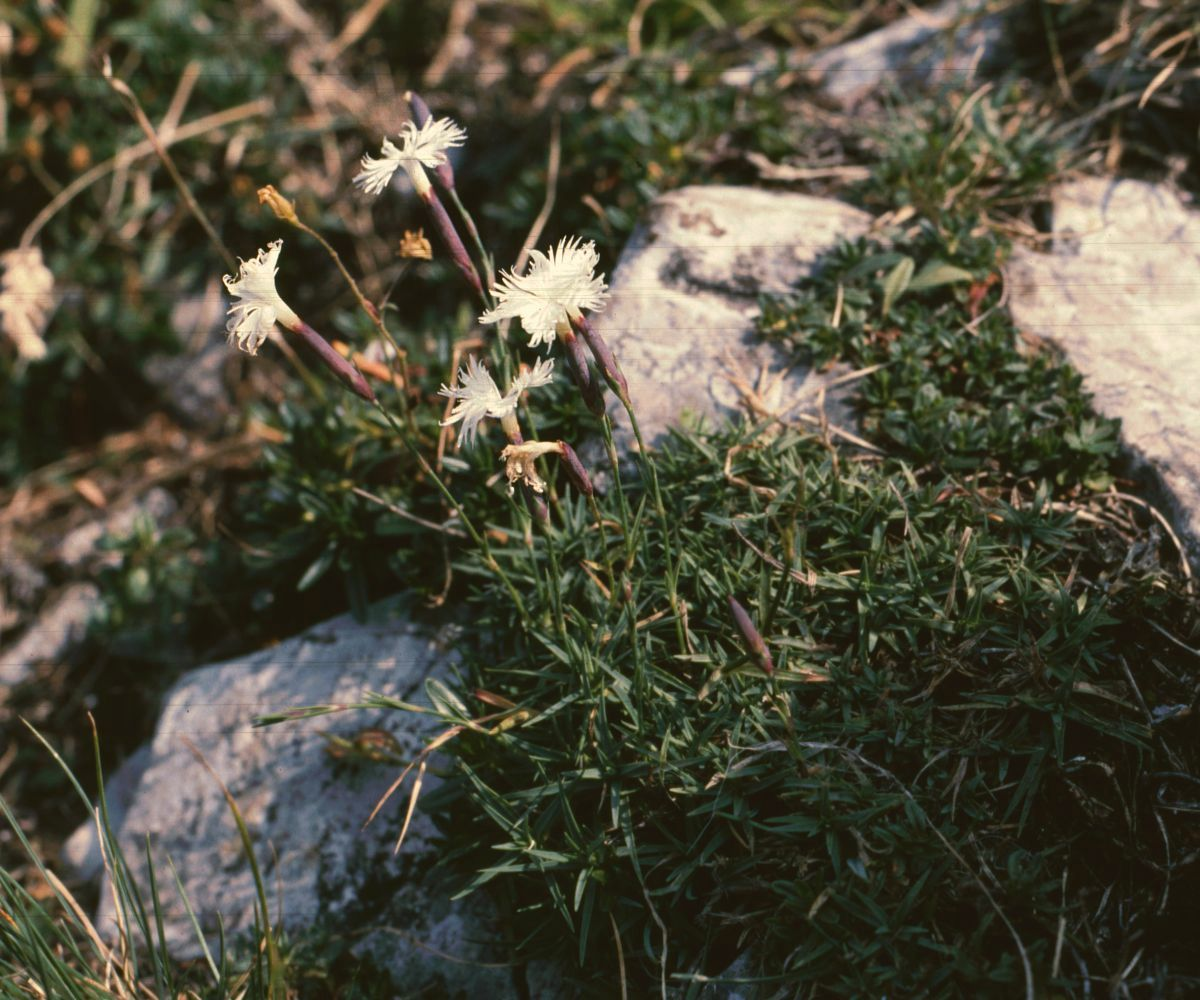
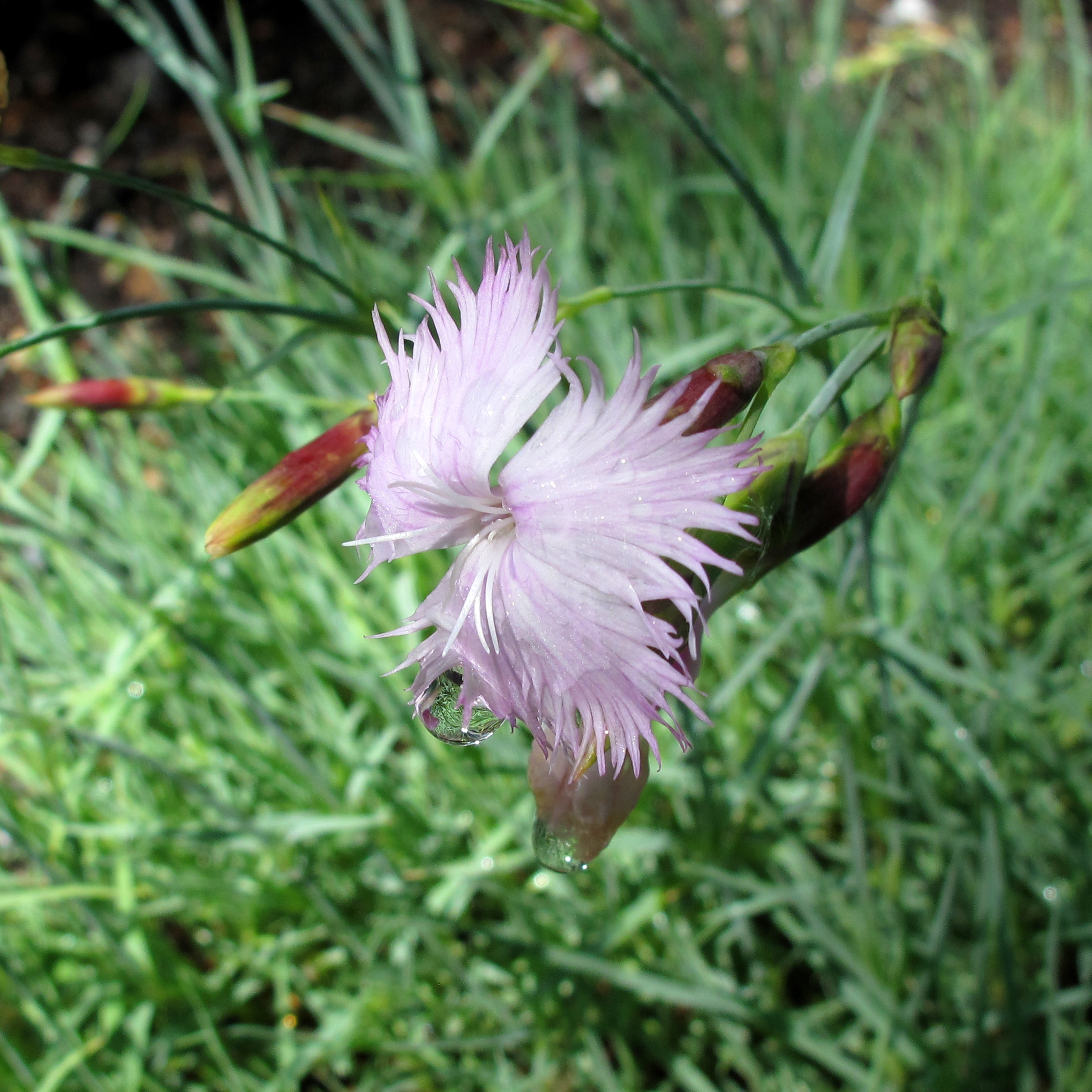
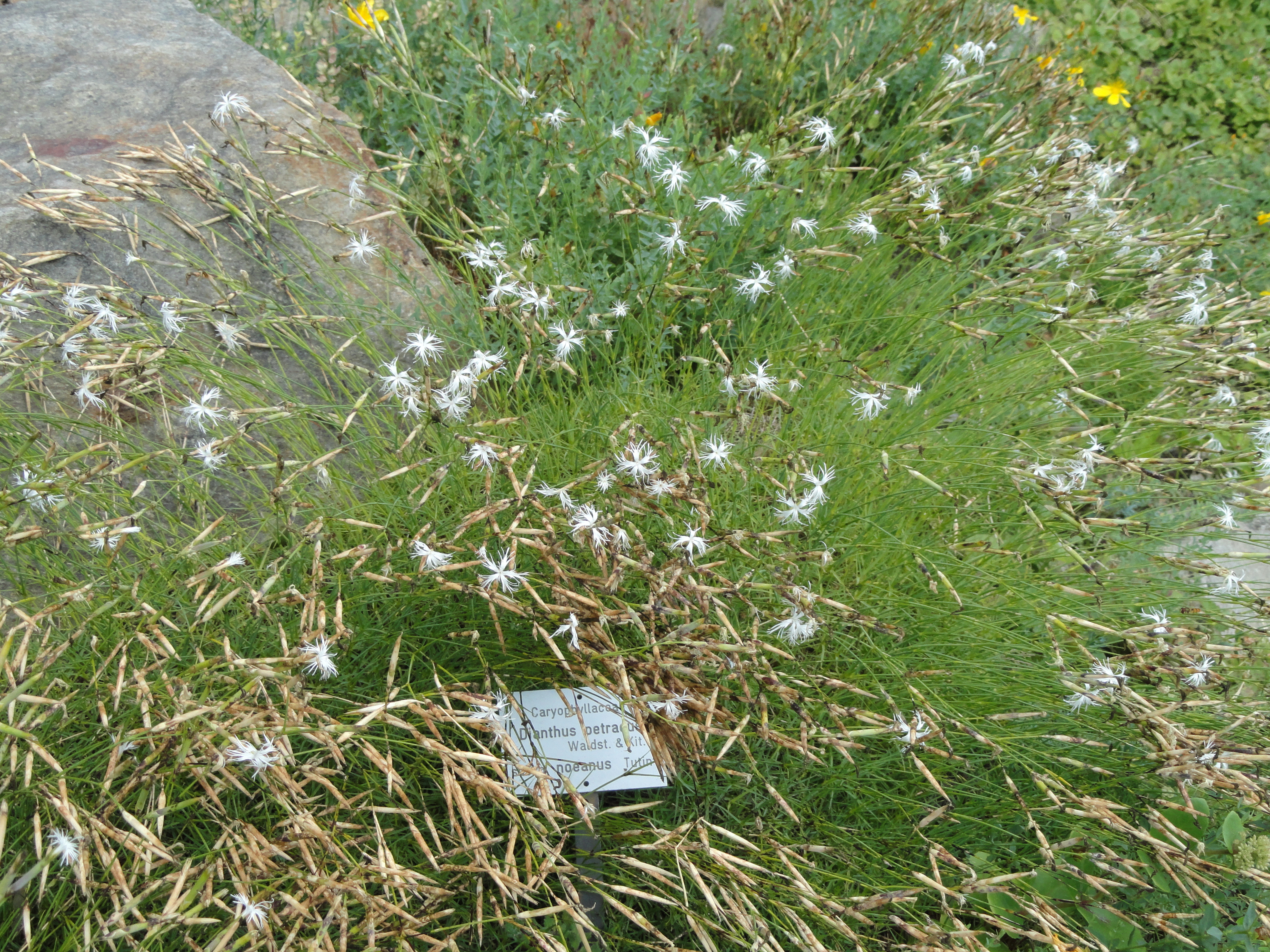
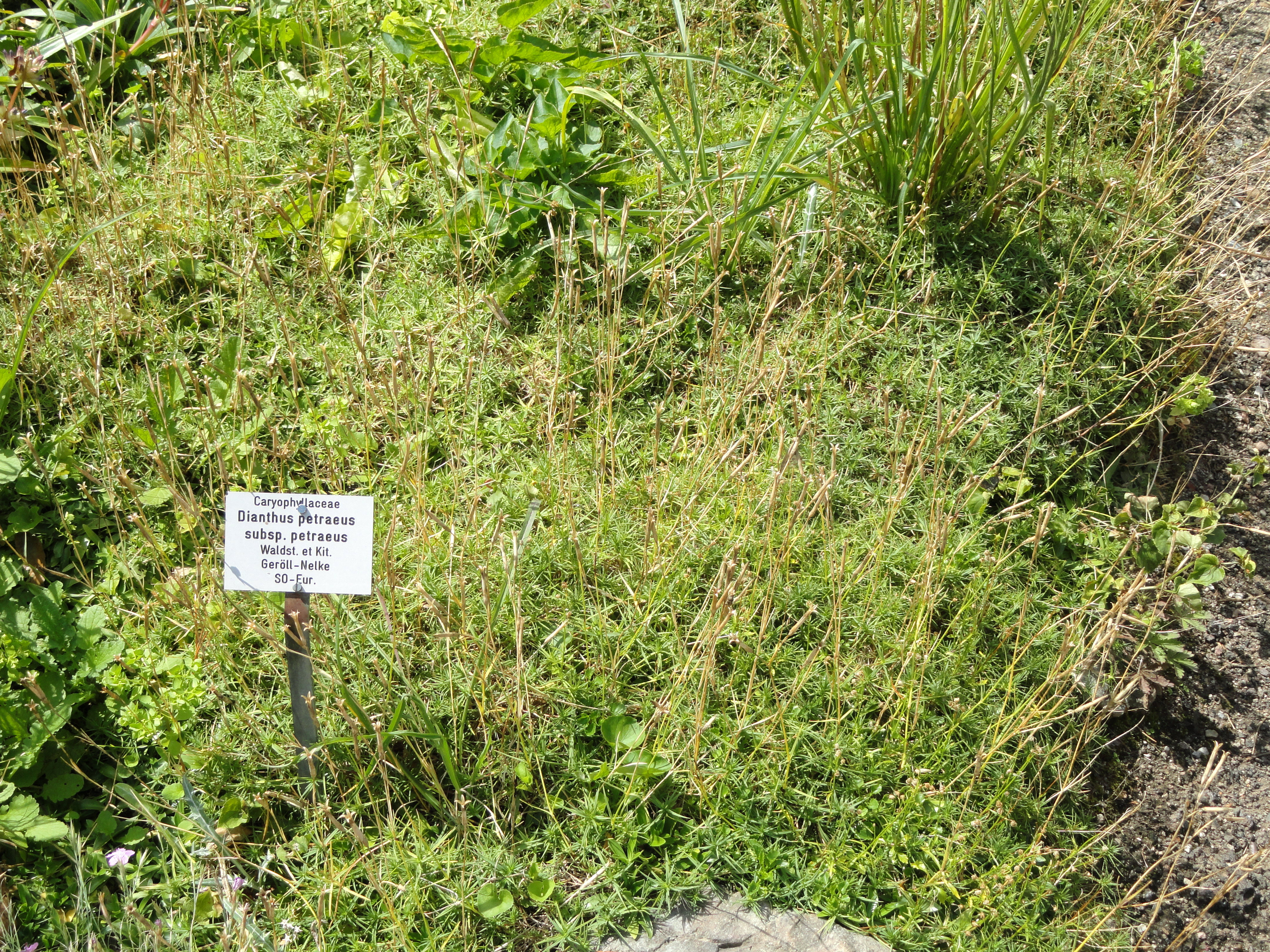
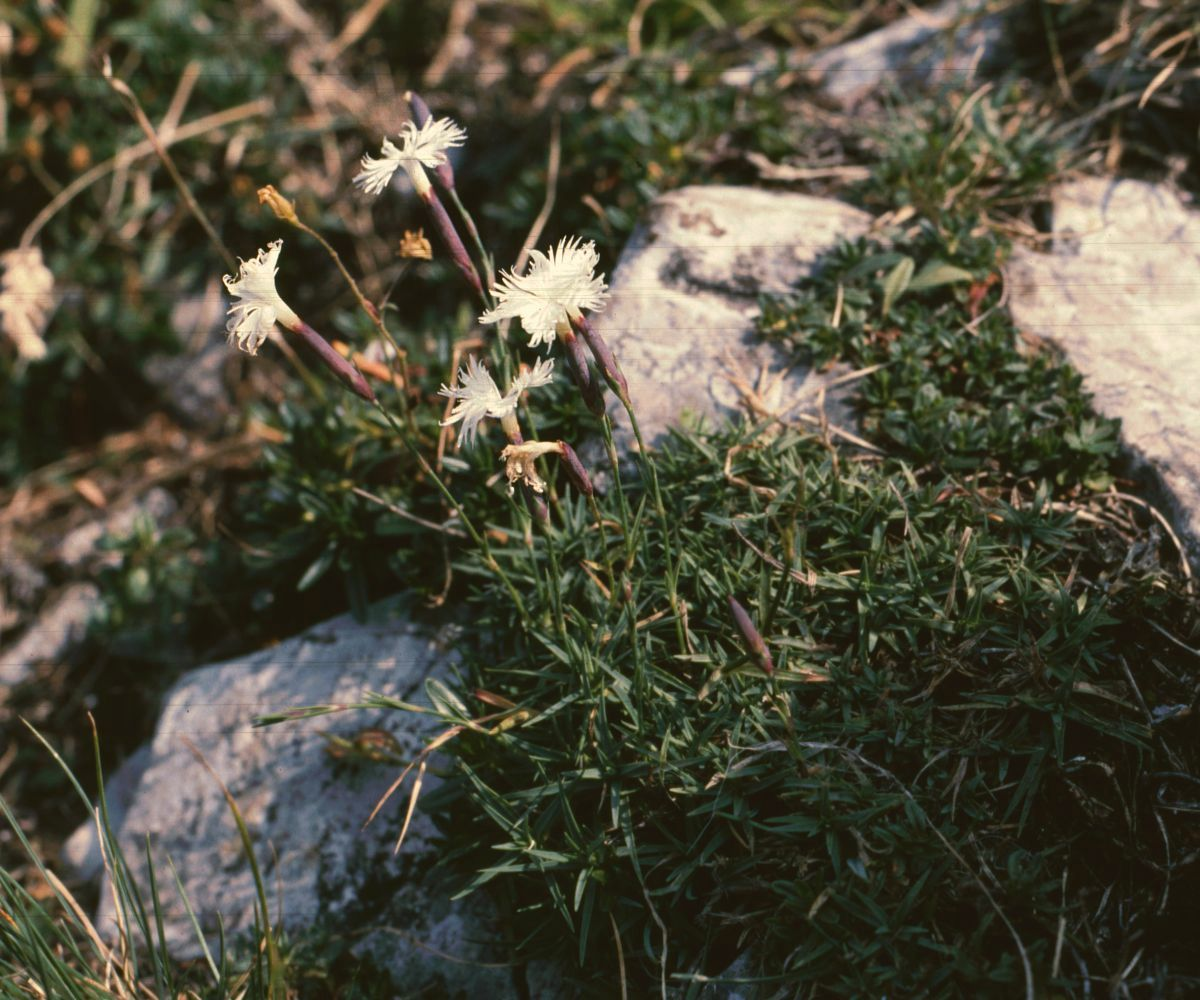